# Matthias I av Lothringen
Matthias I av Lothringen, född 1100-talet, död 1176, var regerande hertig av Lothringen från 1138 till 1176.